# Apatiner Brauerei

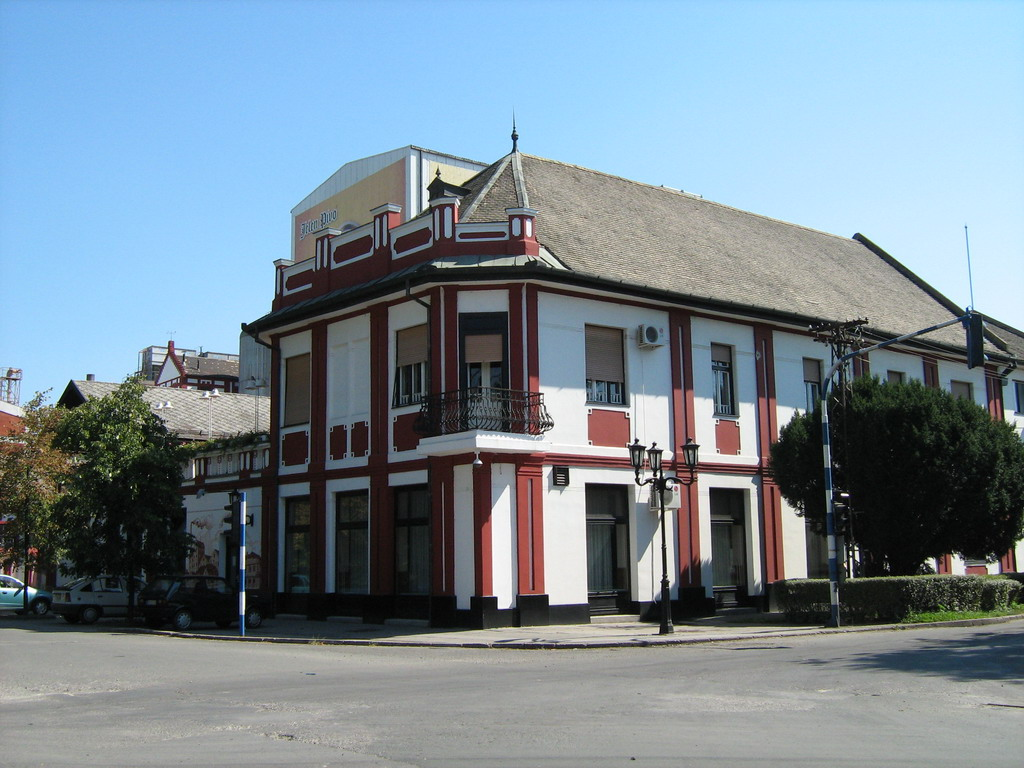
Brauerei Apatinska Pivara

Die Apatiner Brauerei (serbisch Apatinska pivara) ist eine von 13 serbischen Bierbrauereien, von denen sich acht in der Vojvodina befinden.
Die Produkte der Brauerei werden weltweit exportiert. Außerhalb Serbiens wird das Bier vor allem in den anderen Staaten, die früher Jugoslawien bildeten, Deutschland, Österreich, Schweden und der Schweiz verkauft.

## Geschichte
Die Brauerei wurde 1756 in Apatin gegründet, das damals zur Habsburgermonarchie gehörte. Gemäß Wiener Aufzeichnungen belief sich die Jahresproduktion im Gründungsjahr auf 12.000 Hektoliter, was der heutigen Tagesproduktion entspricht. Die jährliche Kapazität der Apatiner Brauerei ist rund 4,5 Millionen Hektoliter.
2003 gingen 99 % der Brauerei in den Besitz der InBev-Gruppe. Im Juni 2012 wurde die Brauerei Teil der Molson Coors Brewing Company.

## Produkte
Das Hauptprodukt Jelen Pivo (Hirsch-Bier) ist ein helles Bier und mit 35 % Marktanteil serbischer Marktführer. Außerdem werden die Biere Jelen Cool, Jelen FRESH limun, Jelen FRESH grejpfrut  und Jelen Belo gebraut. Zusätzlich werden nichtalkoholische Getränke wie Eistee und Säfte produziert.

## Auszeichnungen
- Monde Selection – Grosse Goldene Medaille (zum zwölften Mal in Folge)[4][5]
- Goldene Medaille für Qualität (zum dritten Mal in Folge)[4][5]
- Die beste Marke aus Serbien 2010 in der Kategorie Getränke[6]

## Sponsoring
Jelen Pivo ist Hauptsponsor der serbischen Fußball-Superliga und seit 2008 der Hauptsponsor des Guča-Trompetenfestivals.